# Kruipend waskorstje
Het kruipend waskorstje (Sebacina incrustans) is een schimmel behorend tot de orde Sebacinales. Hij leeft saprotroof (?) op de grond en op de grond liggend hout. Hij strekt zich uitbreidend over de grond, mossen en plantendelen. Hij is bekend van den (Pinus) in gemengde bossen op arme zandgrond.

## Kenmerken

### Uiterlijke kenmerken
Het vormt resupinale, wasachtige, vruchtlichamen die zeer verschillende vormen kunnen hebben. De rand is vaak ciliaat. Het groeit vaak rond plantendelen zoals mossen en grassprietjes, waardoor het soms verward kan worden met koraalzwammen. Jonge vruchtlichamen zijn flexibel, maar worden later broos. Ze hebben een wasachtige glans en zijn crème of geelachtig van kleur.
De sporenprint is wit.

### Microscopische kenmerken
De eivormige sporen zijn 10–12,5 × 6–7 micrometer groot. Ze zijn glad, hyaliene en inamyloïde, wat betekent dat ze niet met jodium kunnen worden gekleurd. De hyfen hebben geen gespen.

## Verspreiding
Het kruipend waskorstje komt voor in Noord-Amerika, Europa en Japan. In Nederland komt het kruipend waskorstje matig algemeen voor.